# Gare de Shin-Imamiya
La gare de Shin-Imamiya (新今宮駅, Shin-Imamiya-eki) est une gare ferroviaire de la ville d'Osaka au Japon. Elle est située dans l'arrondissement de Nishinari. La gare est gérée par les compagnies JR West et Nankai.

## Situation ferroviaire
La gare de Shin-Imamiya est située au point kilométrique (PK) 10,0 de la ligne circulaire d'Osaka, au PK 172,4 de la ligne principale Kansai (PK 51,5 de la ligne Yamatoji) et au PK 1,4 de la ligne principale Nankai.

## Histoire
La gare JR est inaugurée le 22 mars 1964. La gare Nankai ouvre le 1er décembre 1966.

## Services aux voyageurs

### Accès et accueil
La gare dispose d'un bâtiment voyageurs, avec guichet, ouvert tous les jours.

### Desserte

#### JR West
- Ligne circulaire d'Osaka :

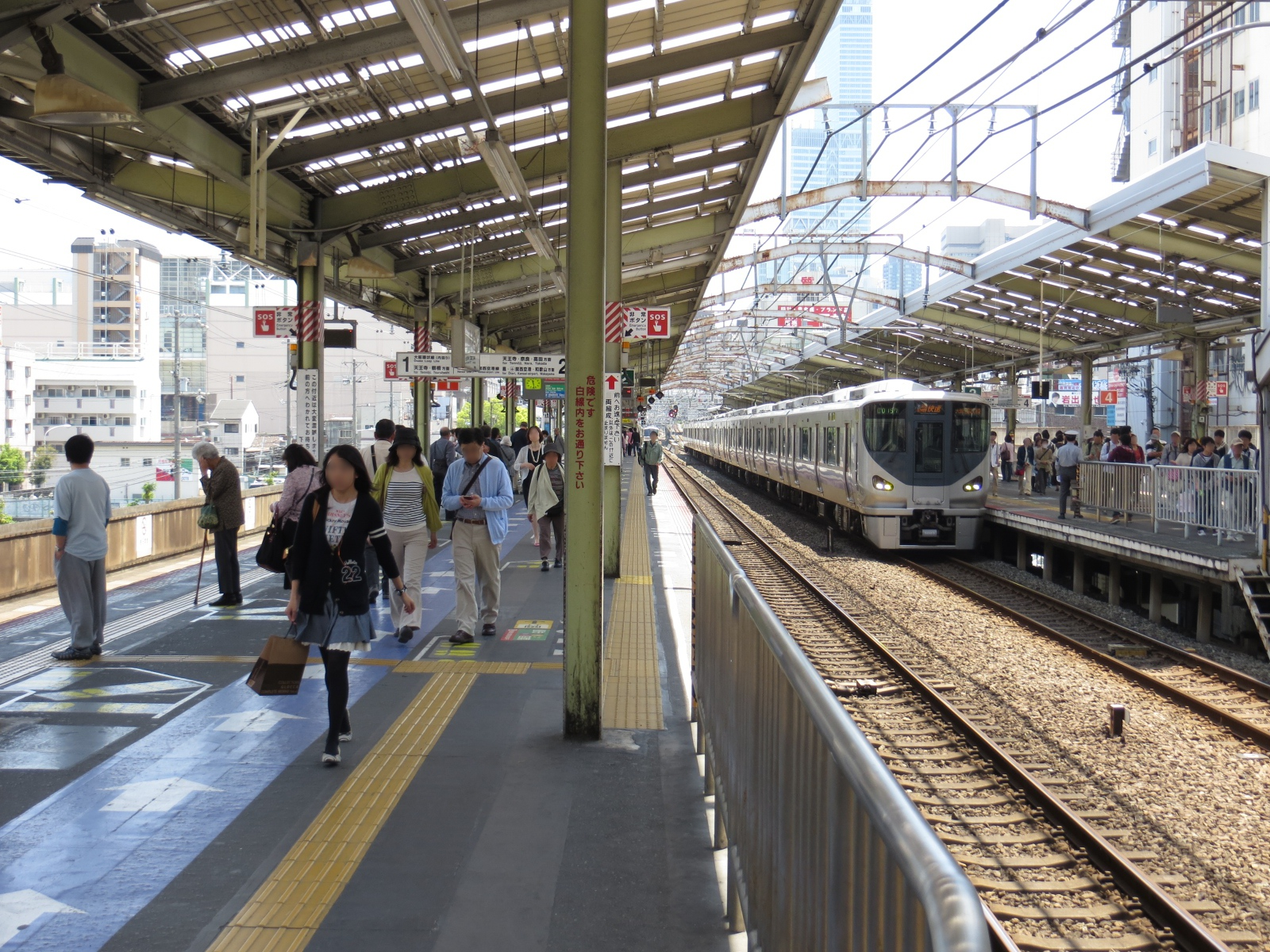
Quais JR West

  - voie 1 : direction Tennōji et Tsuruhashi
  - voies 3 et 4 : direction Nishikujō et Osaka
- Ligne Yamatoji :
  - voie 2 : direction Tennōji (interconnexion avec la ligne Hanwa pour Wakayama et Aéroport du Kansai), Ōji, Nara et Takada
  - voie 3 : direction JR Namba

#### Nankai
- Ligne Kōya :

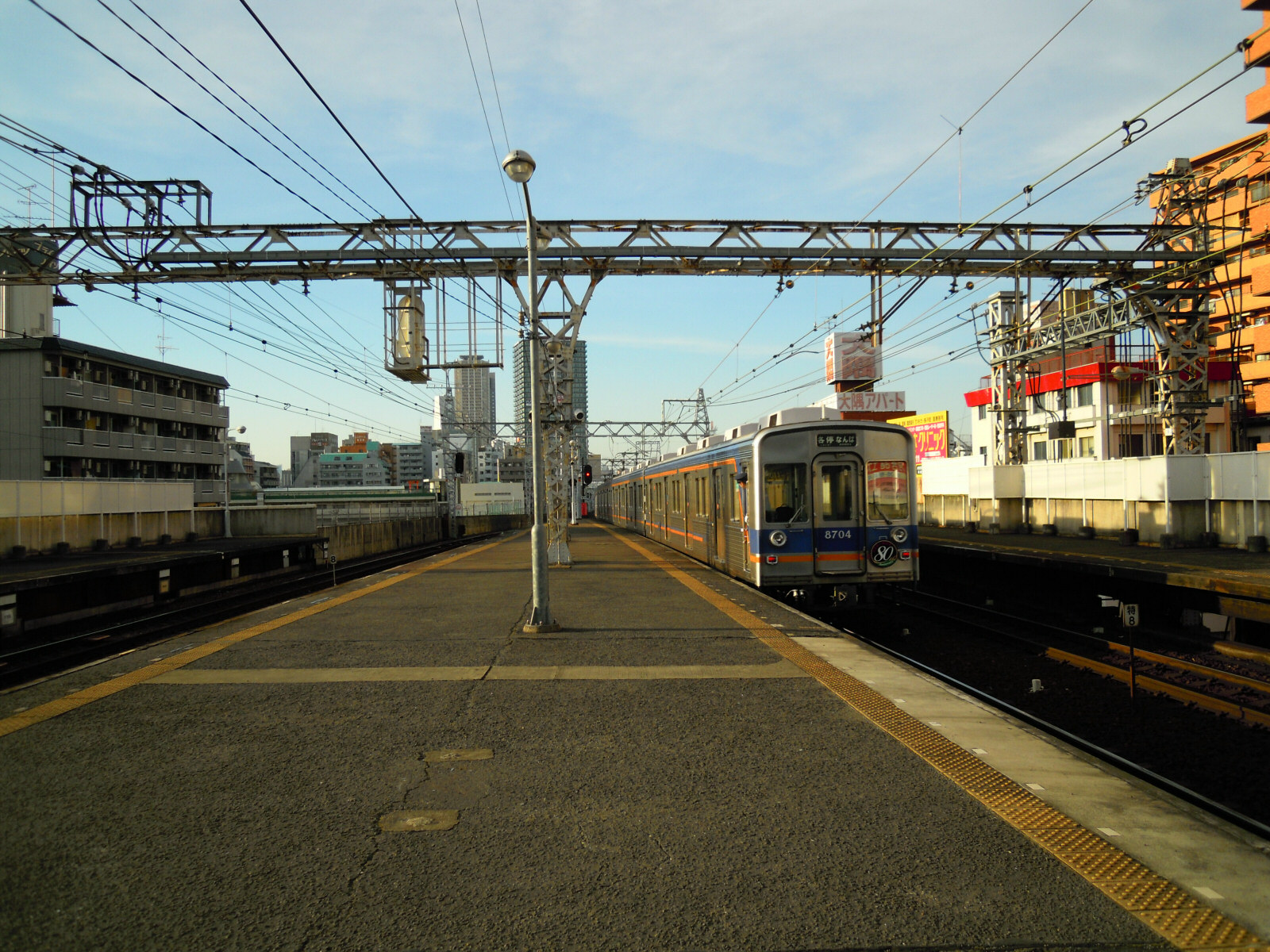
Quais Nankai

  - voie 1 : direction Nakamozu (interconnexion avec la ligne Semboku pour Izumi-Chūō), Hashimoto et Gokurakubashi
  - voie 2 : direction Namba
- Ligne principale :
  - voie 3 : direction Sakai, Wakayamashi et Aéroport du Kansai
  - voie 4 : direction Namba

### Intermodalité
À proximité de la gare :
- la station Dōbutsuen-mae du métro d'Osaka (lignes Midōsuji et Sakaisuji),
- la station Shin-Imamiya-Ekimae du tramway d'Osaka (ligne Hankai).

## Dans les environs
- Shinsekai
  - Tsūtenkaku
- Parc de Tennoji
  - Zoo de Tennoji
- Kamagasaki
  - Tobita Shinchi